# Marjorie Grene

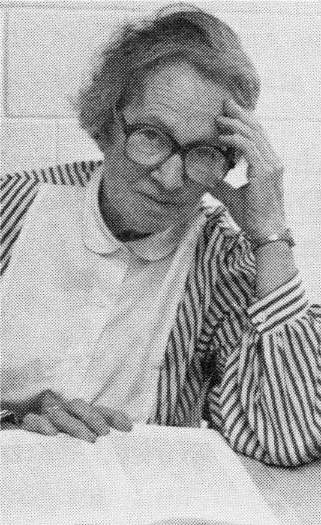
Marjorie Grene

Marjorie Glicksman Grene, geboren Marjorie Glicksman, (Milwaukee (Wisconsin), 13 december 1910 – Blacksburg (Virginia), 16 maart  2009) was een Amerikaanse filosofe en biologe.

## Loopbaan
Grene was bekend door haar publicaties over existentialisme en wetenschapsfilosofie, in het bijzonder de filosofie van de biologie. Haar eerste diploma, zoölogie, behaalde zij aan het Wellesley College. Nadien doctoreerde zij in de filosofie aan de Harvard-universiteit (Radcliffe College). Zij studeerde bij Martin Heidegger en Karl Jaspers, maar verliet als Joodse in 1933 Duitsland. In 1935 bestudeerde zij Søren Kierkegaard in Denemarken en vervolgens werkte zij aan de Universiteit van Chicago. Tijdens de Tweede Wereldoorlog verloor zij haar betrekking en zij werkte nadien vijftien jaar als landbouwer op het bedrijf van haar echtgenoot. Vanaf 1965 doceerde ze 13 jaar aan de Universiteit van Californië.

## Werken
- Philosophers Speak for Themselves: From Descartes To Kant. Readings in the Philosophy of the Renaissance and Enlightenment (1940) uitg. met Thomas Vernor Smith
- Dreadful Freedom: A Critique of Existentialism (1948)
- The World View of Physics by C. F. von Weizsäcker (1952) vertaler
- Martin Heidegger (1957)
- Philosophers Speak for Themselves: From Descartes to Locke (1958) uitg. met T. V. Smith
- Introduction to Existentialism (1959)
- A Portrait of Aristotle (1963)
- Philosophers Speak for Themselves: Berkeley, Hume and Kant (1963) uitg. met T. V. Smith
- The Knower and the Known (1966)
- Approaches to a Philosophical Biology (1968)
- The Anatomy of Knowledge: Papers Presented to the Study Group on Foundations of Cultural Unity, Bowdoin College, 1965 and 1966;  (1969) uitg.
- Toward a Unity of Knowledge (1969) uitg.
- Laughing and Crying: A Study of the Limits of Human Behavior by Helmuth Plessner (1970) vertaler met James Spencer Churchill
- Interpretations of Life and Mind: Essays Around the Problem of Reduction (1971) editor
- Jean-Paul Sartre (1973)
- Spinoza : A Collection of Critical Essays (1973) vertaler
- The Understanding of Nature: Essays In The Philosophy Of Biology  (1974)
- Philosophy In and Out of Europe (1976) essays
- Topics in the Philosophy of Biology (1976) uitg. met Everett Mendelsohn
- Dimensions Of Darwinism : Themes And Counterthemes In Twentieth-Century Evolutionary Theory (1983) uitg.
- Descartes (1985)
- Spinoza And The Sciences (1986) uitg
- Muntu : African Culture and the Western World by Janheinz Jahn (1990)vertaler
- Descartes Among the Scholastics (1991) Aquinas Lecture 1991)
- Interactions. The Biological Context of Social Systems (1992) met Niles Eldredge
- A Philosophical Testament (1995)
- Descartes and His Contemporaries: Meditations, Objections, and Replies  (1995) uitg. met Roger Ariew
- The Mechanization of the Heart: Harvey and Descartes by Thomas Fuchs (2001) vertaler
- Malebranche's First and Last Critics: Simon Foucher and Dortous De Mairan (2002) met Richard A. Watson;
- Apology for Raymond Sebond by Montaigne (2003) translator with Roger Ariew
- Philosophy of Biology: An Episodic History (2004) met David Depew
- Knowing & Being: essays by Michael Polanyi, uitg.
- Geoffroy Saint Hilaire by Hervé Le Guyader, vertaler